# الغرينش

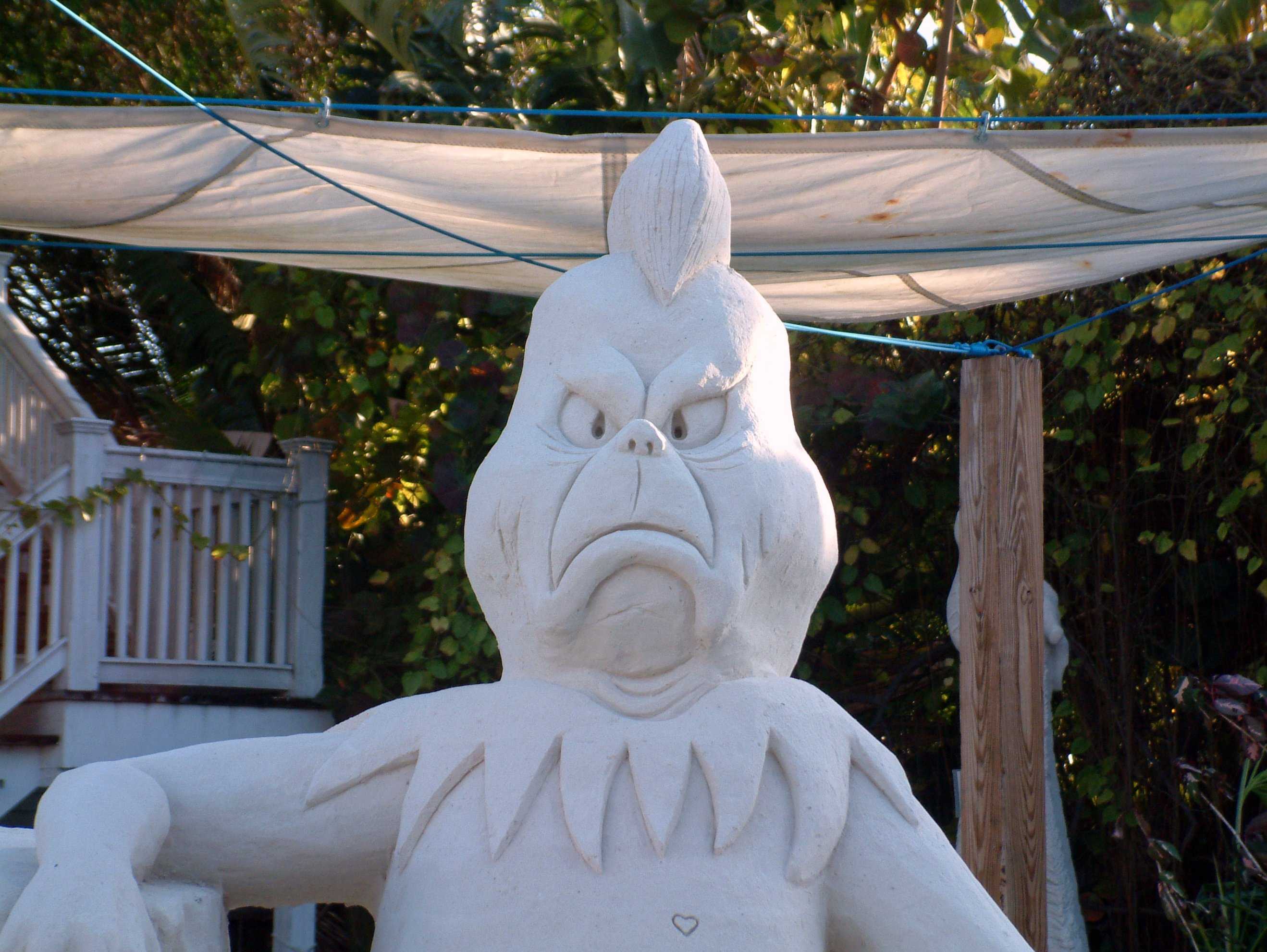
منحوتة رملية تمثّل جرينش

جرينش (بالإنجليزية: The Grinch)‏ هي شخصية خيالية ابتكرها دكتور سوس. فقد ظهر لأول مرة كبطل رئيسي في كتاب الأطفال (كيف سرق جرينش عيد الميلاد!) الذي صدر عام 1957.
وقد أصبحت الروح الشريرة المعادية للعطلات التي تكمن في شخصية جرينش مصطلحًا يشير إلى الشخص الذي يرفض احتفالات عيد الميلاد أو إلى شخص ذي أسلوب فظ وجشع. في الحقيقة، أشار مستند في فيلم الإثارة الحقيقي (كتاب الشخصيات) أن «مصطلح جرينش سينتشر عندما تفتر حماسة روح الكريسماس».
وقد أضحى الجرينش رمزًا لعطلات الشتاء، بالرغم من كره الشخصية لهذا الفصل، كما ظهر في العديد من أشكال التذكارات المختلفة مثل حلي الكريسماس، والدمى المحشوة، وأزياء الهالويين التنكرية، والعديد من عناصر الملابس المختلفة.
وفي عام 2002، صنّف الدليل التلفزيوني الجرينش كونه الشخصية الخامسة في قائمة «أعظم 50 شخصية كرتونية في جميع الأزمان».

## وصف الشخصية
بالرغم من أن فيلم الرسوم المتحركة وجميع الوسائط البصرية اللاحقة تصوّر الجرينش كشخصية خضراء لها أعين كريمية اللون، إلا أنه في كتاب دكتور سوس الأصلي، مطبوع باللونين الأسود والأبيض كباقي الشخصيات الأخرى وله ظلال حمراء، ومظهره أقرب إلى شكل شمبانزي متحور أخضر ضخم وهو يعيش في كهف معزول بالقرب من هوفيل، وهي المدينة التي تقع فيها أحداث القصة الأصلية. صديقه الوحيد هو كلبه الوفي، ماكس، (وهو كلب من فصيلة الراكون ذو العظام الحمراء). وهو يكره إجازة الكريسماس لأن قلبه يتكون من "جزأين صغيرين للغاية"، "ويضع خطة لسرقة هدايا الكريسماس وحلي الخاصة بهوز، وهو أمر يضطره إلى التنكر في زي سانتا.
في الإصدارات الفلمية، يبدو أن الجرينش يمتلك مجموعة من القوى الخارقة. وهو قادر على رفع مركبة الجليد المحملة بنصيب مدينة هوفيل بالكامل من الهدايا وحده، بقوة تماثل قوة «عشر من شخصيات الجرينش مع اثنين آخرين». وبالرغم من أن فيلم الشخصيات الكرتونية الخاص يوضح أن ذلك يرجع إلى تأثير جرينش بروح الكريسماس فحسب، وقلبه المتزايد في الحجم، إلا أن الفيلم الحقيقي يشير جرينش إلى مفهوم القوة الخارقة للجرينش. فقد ظهر كطفل وهو يرفع شجرة كريسماس على رأسه ويلقي بها عبر الغرفة. وربما كان هو من حفر كهفه الذي يعيش فيه بيديه العاريتين، إذ كان مدخل الكهف عبارة عن حائط صخري وهو طفل صغير. كما يُظهر الفيلم عددًا من القوى الأخرى التي يتمتع بها. والتي تتضمن: القفزات الخارجة لقوة البشر، ودقته المذهلة غير البشرية (التي تظهر عند قذفه للخطابات)، وتنفسه المريع، فضلاً عن قدرته التي تشمل البقاء حيًا في الثلوج، بوسائل حماية متدنية أو منعدمة. ويُظهر الفيلم كذلك قدرته على تناول الزجاج والفخّار بدون أن يصيبه أذى، وبدا عليه الاستمتاع بتناول مثل هذه الأشياء كثيرًا. وقد بدت بوضوح قدرته على صنع الحساء من الحمأة السامة. وكذلك أرجع الفيلم الحقيقي سبب كره جرينش الشديد للكريسماس إلى صدمة عانى منها في طفولته عندما كان في الثامنة، حيث كان زملاؤه في الدراسة يسخرون من لحيته حينما كان يحاول حلاقتها في يوم الكريسماس. إذ أغضبته ضحكات زملاء دراسته الساخرة كثيرًا ما أدى به إلى أن ينفجر غاضبًا في الفصل الدراسي، وصرخ في وجه زملائه قائلاً إنه يكره الكريسماس، ثم هرب بعيدًا ليعيش على قمة الجبل وحيدًا.

## معلومات تاريخية
ظهر الجرينش لأول مرة عام 1957 في قصة كيف سرق جرينش الكريسماس، التي كتبها وصورها دكتور سوس، ونُشرت ككتاب في دار نشر راندوم هاوس (Random House) وفي أحد إصدارات مجلة ريد بوك (Redbook). وبعد حوالي عقدٍ كامل، تحديدًا في عام 1966، حُوّلت القصة إلى قصة رسوم مصورة شهيرة بنفس الاسم مسلسل تلفزيوني خاص يحمل الاسم نفسه، أخرجه تشاك جونز (Chuck Jones). يعمل بوريس كارلوف (Boris Karloff) كراو للقصة ويؤدي صوت جرينش كذلك.
في عام 1977، أجاب دكتور سوس طلب معجبيه بإصدار المزيد من حكايات جرينش، عندما كتب هالويين، ليلة جرينش (Halloween Is Grinch Night)، وهي حلقة خاصة عن الهالويين (Halloween) أذاعتها شركة ABC وقد تلى ذلك في عام 1982، إنتاج شركة مارفيل (Marvel) قصة جرينش يضع القطة في القبعة (The Grinch Grinches the Cat in the Hat)، والتي أخرجها دكتور سوس أيضًا (إلا أنه أخرجها باسمه الحقيقي تيد جيسيل (Ted Geisel)). وبالرغم أنها لم تحظَ بنفس النجاح الذي حظت به القصة الأصلية، إلا أن العملين حصلا على جوائز إيمي. ظهر الجرينش في العديد من حلقات البرنامج التلفزيوني [[عالم دكتور سوس الرائع (The Wubbulous World of Dr. Seuss)]]الذي يقدمه نيك جي آر (Nick Jr.)، لكن في شكل دمية متحركة، وهو شكل يندر ظهوره على الشاشة لشخصية دون تحريكها أو رسمها.
وقد حقق الفيلم المباشر الذي تم إنتاجه عام 2000، والذي يحمل الاسم نفسه وهو فيلم رئيسي مقتبس من القصة، والذي أخرجه رون هاورد (Ron Howard) وقام ببطولته جيم كاري (Jim Carrey) نجاحًا ماديًا كبيرًا، رغم أنه حظي بالكثير من الآراء النقدية المختلطة وحصل على تصنيف بنسبة 53% في روتن توميتوز (Rotten Tomatoes). وقد أُصدرت لعبة فيديو تم اقتباسها من الفيلم، بعنوان الجرينش في العديد من وحدات التحكم وأجهزة الكمبيوتر الشخصية في العام نفسه. وتبعها إصدار نينتيندو دي إس (Nintendo DS) التي أصدرت عام 2007 بنفس الاسم الكامل للفيلم.
وقد تم تقديم شخصية جرينش على خشبة المسرح عندما تحولت القصة إلى [[«كيف سرق جرينش الكريسماس!» لـ دكتور سوس (فيلم موسيقي)|فيلم موسيقي]] من إنتاج شركة مسرح الأطفال (Children's Theater Company) في منيابولس. وقد تم تقديم العرض في برودواي عن طريق عرض محدود في عام 2006، وقد قام بدور جرينش باتريك بيدج (Patrick Page).
وفي وسائل التلفزيون والسينما، تم تمثيل جرينش أو اقتباسه صوتيًا بواسطة خمسة ممثلين. وبالنسبة للعروض الثلاثة التي رُشحّت لجوائز، تم استخدام ثلاثة ممثلين، هم: : بوريس كارلوف (Boris Karloff) في العرض الأصلي القصير، وهانز كونريد (Hans Conried) في هالويين، ليلة جرينش، وبوب هولت (Bob Holt) في جرينش يضع القطة في القبعة، (وجديرٌ بالذكر أن ثلاثتهم قد وافتهم المنية بعد إنتاج عروضهم الخاصة بوقتٍ قليل ولم يتمكنوا من الاحتفال بدورهم). وقد لعب أنتوني أسبيري (Anthony Asbury) دور جرينش في برنامج عالم دكتور سوس الرائع، كما فعل جيم كاري الشيء نفسه في الفيلم الذي أنتج عام 2000.
وقد ظهر جرينش كذلك في مسلسل النفس (Psych)، حلقة «الاستقطاب السريع» (Polarizing Express). وأثناء سلسلة الأحلام الأولى لشون سبنسر (Shawn Spencer)، ظهر جرينش لوهلة قصيرة خارج نافذة المكتب وهو يسرق هدايا من المارة.
وقد ذُكر الجرينش في الفيلم الجمعة بعد القادمة (Friday After Next). وفي حفلة الاستئجار التي أقامها كرياج وداي داي (Craig and Day-Day)، جاءت شخصية بينكي وقال «لقد خرجت ثملاً وشاهدت الجرينش!»
وعلاوةً على ذلك، ظهر جرينش في مسلسل جلي (Glee) في الحلقة «كريسماس مرح للغاية (A Very Glee Christmas)». وقد مثّلت شخصية الجرينش، سو سيلفستر (Sue Sylvester)، التي كانت تسعى للانتقام من ويل سكويستر (Will Schuester)، الذي سرق جميع هدايا سانتا «الخادعة» السرية. إذ تنكرت سو عندئذٍ في زي جرينش وألبست أحد تلاميذها، بيكي جونسون (Becky Johnson)، زي ماكس. ثم دخلت غرفة الجوقة وحطمت شجرة الكريسماس بنادي المرح وجميع النوتات الموسيقية الموجودة به. وبعد أن حطمت غرفة الجوقة، قابلت بريتاني (Britanny)، التي اعتقدت أنها سانتا كلوز الحقيقي. لكن سو أخبرتها أن الأنوار الموجودة بالشجرة قد كسرت وأنها بحاجة إلى استرجاع الشجرة إلى القطب الشمالي لإصلاحها.

## وصلات خارجية
- الغرينش في قاعدة بيانات الأفلام على الإنترنت
- Grinch Costumes website